# Habenaria falcatopetala
Habenaria falcatopetala är en orkidéart som beskrevs av Gunnar Seidenfaden. Habenaria falcatopetala ingår i släktet Habenaria och familjen orkidéer. Inga underarter finns listade i Catalogue of Life.